# Беліни (гміна)
Гміна Беліни (пол. Gmina Bieliny) — сільська гміна у східній Польщі. Належить до Келецького повіту Свентокшиського воєводства.
Станом на 31 грудня 2011 у гміні проживало 10135 осіб.

## Територія
Згідно з даними за 2007 рік площа гміни становила 88.09 км², у тому числі:
- орні землі: 65.00%
- ліси: 30.00%

Таким чином, площа гміни становить 3.92% площі повіту.

## Населення
Станом на 31 грудня 2011:
| Опис     | Загалом | Загалом | Чоловіки | Чоловіки | Жінки | Жінки |
| -------- | ------- | ------- | -------- | -------- | ----- | ----- |
| одиниця  | осіб    | %       | осіб     | %        | осіб  | %     |
| все      | 10135   | 100     | 5051     | 49.84    | 5084  | 50.16 |
| міське   | 0       | 100     | 0        |          | 0     |       |
| сільське | 10135   | 100     | 5051     | 49.84    | 5084  | 50.16 |

## Сусідні гміни
Гміна Беліни межує з такими гмінами: Бодзентин, Ґурно, Далешице, Лаґув, Нова Слупія.